# Jean-Pierre Bergeret
Pour les articles homonymes, voir Bergeret.
Jean-Pierre Bergeret est un médecin et un botaniste français, né le 25 novembre 1751 à Lasseube, dans la généralité de Pau et Auch (Béarn), et mort le 28 mars 1813 à Paris.

## Biographie
Il étudie la chirurgie et la botanique auprès de Bernard de Jussieu (1699-1777) à Paris. Bien que n’ayant fréquenté aucune école de médecine, il obtient de façon exceptionnelle le titre de docteur.
Il est célèbre pour avoir publié la Phytonomatotechnie universelle, c'est-à-dire l'Art de donner aux plantes des noms tirés de leurs caractères, nouveau système au moyen duquel on peut de soi-même, sans le secours d'aucun livre, nommer toutes les plantes qui croissent sur la surface de notre globe... (édité par l’Auteur, trois volumes, 1783-1784). Son idée consiste à établir un code, basé sur treize lettres, destiné à nommer les plantes d’après leurs caractéristiques afin d’alléger les descriptions des espèces. La lecture du nom d’une plante, par exemple LUPXYGVEAHQEZ (Eranthis hyemalis Salisb. in L., 1807), permettait de connaître la forme et la structure du fruit, du pistil, des étamines, de la corolle, etc.
L’ouvrage, érigeant un nouveau procédé mnémotechnique de reconnaissance des végétaux, tiré à moins de 200 exemplaires et devenu une rareté, ne fut suivi par aucun botaniste, même par les opposants au système proposé par Carl von Linné (1707-1778). Les planches accompagnant la Phytonomatotechnie universelle sont remarquables.
On confond souvent Jean-Pierre Bergeret avec un homonyme, également botaniste, Jean Bergeret (1751-1813), auteur d’une Flore des Basses-Pyrénées.